# Edmund Choi
Edmund Choi ist ein US-amerikanischer Filmkomponist.

## Leben
Choi studierte Komposition und Dirigieren an der New York University und der Juilliard School of Music. Seine Karriere begann er als Assistent von Carter Burwell (Barton Fink (1991), Fargo (1996)). Bereits 1992 fungierte er als Komponist für M. Night Shyamalans Debütfilm Praying with Anger, fünf Jahre später schrieb er erneut für Wide Awake von Shyamalan die Filmmusik.
2001 gewann er den Film Critics Circle of Australia Awards für seine Musik in dem Film The Dish.

## Filmographie (Auswahl)
- 1992: Praying with Anger
- 1997: My Home Is My Castle
- 1998: Wide Awake
- 2000: Den Einen oder keinen
- 2000: The Dish
- 2003: Nola
- 2008: The Hollowmen (Fernsehserie, 12 Episoden)
- 2013: The Red Robin